# Netamelita brocha
Netamelita brocha är en kräftdjursart som beskrevs av Thomas och J. L. Barnard 1991. Netamelita brocha ingår i släktet Netamelita och familjen Melitidae. Inga underarter finns listade i Catalogue of Life.